# 이자벨 로사 페레이라
이자벨 로사 페레이라(Izabel Rosa Pereira, 1910년 10월 13일 ~ )는 브라질 초백세인이다. 2025년 4월 30일 이나 카나바로 루카스가 사망 이후 브라질 최고령자가 되었다.
| 이전 이나 카나바로 루카스 | 브라질 최고령자 2025년 4월 30일~ 현재 | 이후 (생존) |

| 이전 이나 카나바로 루카스 | 남아메리카 최고령자 2025년 4월 30일~ 현재 | 이후 (생존) |

| 이전 이나 카나바로 루카스 | 라틴아메리카 최고령자 2025년 4월 30일~ 현재 | 이후 (생존) |

## 같이 보기
- 슈퍼센티네리언
- 최장수인